# Lítla Dímun
Lítla Dímun (în traducere Mica Dimun) este cea mai estică redusă ca suprafață din insulele arhipelagului feroez. Este situată între insulele Suðuroy și Stóra Dímun. Insula este nelocuită, iar treimea sa sudică este o stâncărie accesibilă numai în condiții de vreme bună și cu ajutorul frânghiilor.
Altitudinea maximă este atinsă în Slættirnir, 414 m.
Denumirea insulei provine din alăturarea cuvintelor Lítla și Dímun, ultimul cuvânt explicat de expertul feroez în nume de locuri Jakobsen, ca fiind de origine pre-norvegiană sau celtică, ce include particula „di“, care se traduce ca „doi“.    

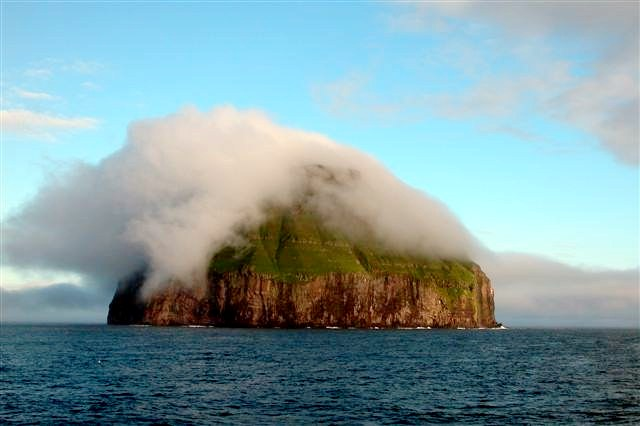
Insula Lítla Dímun